# Arrondissement Tournai
Arrondissement Tournai (francouzsky: Arrondissement de Tournai; nizozemsky: Arrondissement Doornik) je jeden ze sedmi arrondissementů (okresů) v provincii Henegavsko v Belgii.
Jedná se o politický a zároveň soudní okres. Soudní okres Tournai také zahrnuje všechny obce politického okresu Ath kromě obcí Brugelette a Chièvres a obci Lessines politického okresu Soignies.

## Obyvatelstvo
Počet obyvatel k 1. lednu 2017 činil 146 910 obyvatel. Rozloha okresu činí 607,52 km².

## Obce
Okres Tournai sestává z těchto obcí:
- Antoing
- Brunehaut
- Celles
- Estaimpuis
- Leuze-en-Hainaut
- Mont-de-l'Enclus
- Pecq
- Péruwelz
- Rumes
- Tournai